# Авторазливочная станция
Авторазливочная станция (АРС) — несъёмное и съёмное специальное оборудование, размещённое на автомобильном шасси высокой проходимости (ЗИЛ-131, Урал-375Е, КамАЗ-4310). Предназначено для полной дегазации, дезактивации и дезинфекции вооружения и военной техники (ВВТ), дегазации и дезинфекции местности жидкими растворами, транспортировки и временного хранения жидкостей, дегазирующих, дезактивирующих и дезинфицирующих растворов и их компонентов, снаряжения жидкостями мелких оболочек (емкостей), а также перекачивания жидкостей из одной тары в другую (АРС-14, АРС-14К, АРС-14КМ, АРС-15, АРС-15М) и постановки аэрозольных завес (АРС-14КМ).
Несъёмное оборудование включает цистерну, механический вихревой самовсасывающий насос 2,5 ВС-ЗА с приводом, ручной поршневой насос БКФ-4, жидкостные трубопроводы с арматурой, боковые площадки с ящиками. К съёмному оборудованию и принадлежностям относятся барабаны, раздаточные коллекторы, 8 брандспойтов со щетками, 3 прямых брандспойта, 2 раздаточных пистолета, заборный сифон, насадка, переходники, ванночки. Различные типы авторазливочных станций отличаются базовым шасси, объемом цистерн, составом съёмного оборудования и др. Расчёт авторазливочной станции включает 2—3 человека.
В РВСН авторазливочные станции комплектуются взводы дегазации и дезинфекции местности и специальной обработки вооружения и военной техники (ВВТ), входящие в состав роты РХБЗ ракетных дивизий. Авторазливочные станции разворачиваются на площадках специальной обработки в районе специальной обработки, и выполняет задачи, как правило, в составе роты РХБЗ ракетной дивизии.